# Бругг (округ)
Бругг (нем. Brugg) — округ в Швейцарии. Центр округа — город Бругг.
Округ входит в кантон Аргау. Занимает площадь 130,08 км². Население 50 308 человек (на 31 декабря 2020). Официальный код — 1904.

## Описание и история
Окрестности Бругга имеют богатую историю. На восточной границе округа, в 3 км к северу-востоку от Бругга, соединяются между собою реки Аре, Ройс и Лиммат. На полуострове, образуемом первыми двумя, ещё римляне основали Виндониссу, один из значительных городов Гельвеции, впоследствии разрушенный алеманнами, гуннами и франками; на месте прежнего римского города теперь находятся коммуны Виндиш и Бругг. В Виндише расположен бывший монастырь Кёнигсфельден (ныне психиатрическая клиника) на месте, на котором в 1308 году был убит император Альбрехт I Иоанном Отцеубийцей. В средние века в Бругге жили графы Габсбургские, родовой замок которых находится в 3 км к юго-западу от Бругга в коммуне Габсбург. Рядом расположены серные Шинцнахские купальни.

## Коммуны округа
| Герб       | Коммуна    | Население (2020) | Площадь км² | Официальный код |
| ---------- | ---------- | ---------------- | ----------- | --------------- |
| Ауэнштайн  | Ауэнштайн  | 1613             | 5,68        | 4091            |
| Бирр       | Бирр       | 4598             | 5,05        | 4092            |
| Бирхард    | Бирхард    | 742              | 3,00        | 4093            |
| Бирхард    | Бёцберг    | 1663             | 15,50       | 4124            |
| Бруг       | Бругг      | 12 738           | 8,26        | 4095            |
| Габсбург   | Габсбург   | 428              | 2,23        | 4099            |
| Хаузен     | Хаузен     | 3734             | 3,20        | 4100            |
| Лупфиг     | Лупфиг     | 3157             | 8,45        | 4104            |
| Мандах     | Мандах     | 325              | 5,54        | 4105            |
| Мёнталь    | Мёнталь    | 393              | 3,94        | 4106            |
| Мюллиген   | Мюллиген   | 1074             | 3,16        | 4107            |
| Ремиген    | Ремиген    | 1326             | 7,87        | 4110            |
| Риникен    | Риникен    | 1482             | 4,76        | 4111            |
| Рюфенах    | Рюфенах    | 863              | 4,17        | 4112            |
| Шинцнах    | Шинцнах    | 2319             | 12,24       | 4125            |
| Тальхайм   | Тальхайм   | 820              | 9,92        | 4117            |
| Фельтхайм  | Фельтхайм  | 1526             | 5,24        | 4120            |
| Филлиген   | Филлиген   | 2120             | 11,21       | 4121            |
| Фильнахерн | Фильнахерн | 1654             | 5,75        | 4122            |
| Виндиш     | Виндиш     | 7733             | 4,91        | 4123            |
|            | Итого (20) | 50 308           | 130,08      | 1904            |

Бывшие коммуны
| Герб         | Коммуна      | Население (2005) | Площадь км² | Официальный код | Примечание |
| ------------ | ------------ | ---------------- | ----------- | --------------- | --- |
| Умикен       | Умикен       | 1063             | 0,80        | 4118            | 1.01.2010 присоединена к коммуне Бругг |
| Хотвиль      | Хотвиль      | 250              | 4,16        | 4101            | 1.01.2010 объединена с коммунами Меттау, Оберхофен, Виль и Эцген округа Лауфенбург в новую коммуну Меттауерталь в составе округа Лауфенбург |
| Галленкирх   | Галленкирх   | 128              | 1,37        | 4098            | 1.01.2013 объединены в новую коммуну Бёцберг                                                                                                |
| Линн         | Линн         | 145              | 2,54        | 4103            | 1.01.2013 объединены в новую коммуну Бёцберг                                                                                                |
| Обербёцберг  | Обербёцберг  | 520              | 5,45        | 4108            | 1.01.2013 объединены в новую коммуну Бёцберг                                                                                                |
| Унтербёцберг | Унтербёцберг | 703              | 6,11        | 4119            | 1.01.2013 объединены в новую коммуну Бёцберг                                                                                                |
| Оберфлакс    | Оберфлакс    | 470              | 3,38        | 4109            | 1.01.2014 объединены в новую коммуну Шинцнах                                                                                                |
| Шинцнах-Дорф | Шинцнах-Дорф | 1701             | 8,91        | 4115            | 1.01.2014 объединены в новую коммуну Шинцнах                                                                                                |
| Шерц         | Шерц         | 575              | 3,30        | 4113            | 1.01.2018 присоединена к коммуне Лупфиг |
| Шинцнах-Бад  | Шинцнах-Бад  | 1266             | 1,90        | 4114            | 1.01.2020 присоединена к коммуне Бругг |
| Бёцен        | Бёцен        | 661              | 3,96        | 4094            | 1.01.2022 объединены с коммуной Хорнуссен округа Лауфенбург в новую коммуну Бёцталь в составе округа Лауфенбург                             |
| Эффинген     | Эффинген     | 617              | 6,85        | 4096            | 1.01.2022 объединены с коммуной Хорнуссен округа Лауфенбург в новую коммуну Бёцталь в составе округа Лауфенбург                             |
| Эльфинген    | Эльфинген    | 246              | 4,21        | 4097            | 1.01.2022 объединены с коммуной Хорнуссен округа Лауфенбург в новую коммуну Бёцталь в составе округа Лауфенбург                             |